# Dancourt-Popincourt
« Popincourt » redirige ici.  Pour les personnalités, voir Jean de Popincourt. Pour le lieu de fiction, voir Papincourt.
Dancourt-Popincourt est une commune française située dans le département de la Somme en région Hauts-de-France.

## Géographie

### Localisation
Dancourt-Popincourt est un village picard situé au sein de la région naturelle du Santerre et du pays de l'Amiénois.
À vol d'oiseau, la localité est située à 6 km au sud-ouest de Roye, 12 km à l'est de Montdidier, 28 km au nord-ouest de Compiègne, 40 km au sud-est d'Amiens et à 45 km au sud-ouest de Saint-Quentin.
Le territoire de la commune est limitrophe de ceux de sept communes.
Les communes limitrophes sont  Armancourt, Bus-la-Mésière, Grivillers, L'Échelle-Saint-Aurin, Laucourt, Saint-Mard et Tilloloy.

### Hydrographie
La commune est située dans le bassin Artois-Picardie. Elle n'est drainée par aucun cours d'eau.

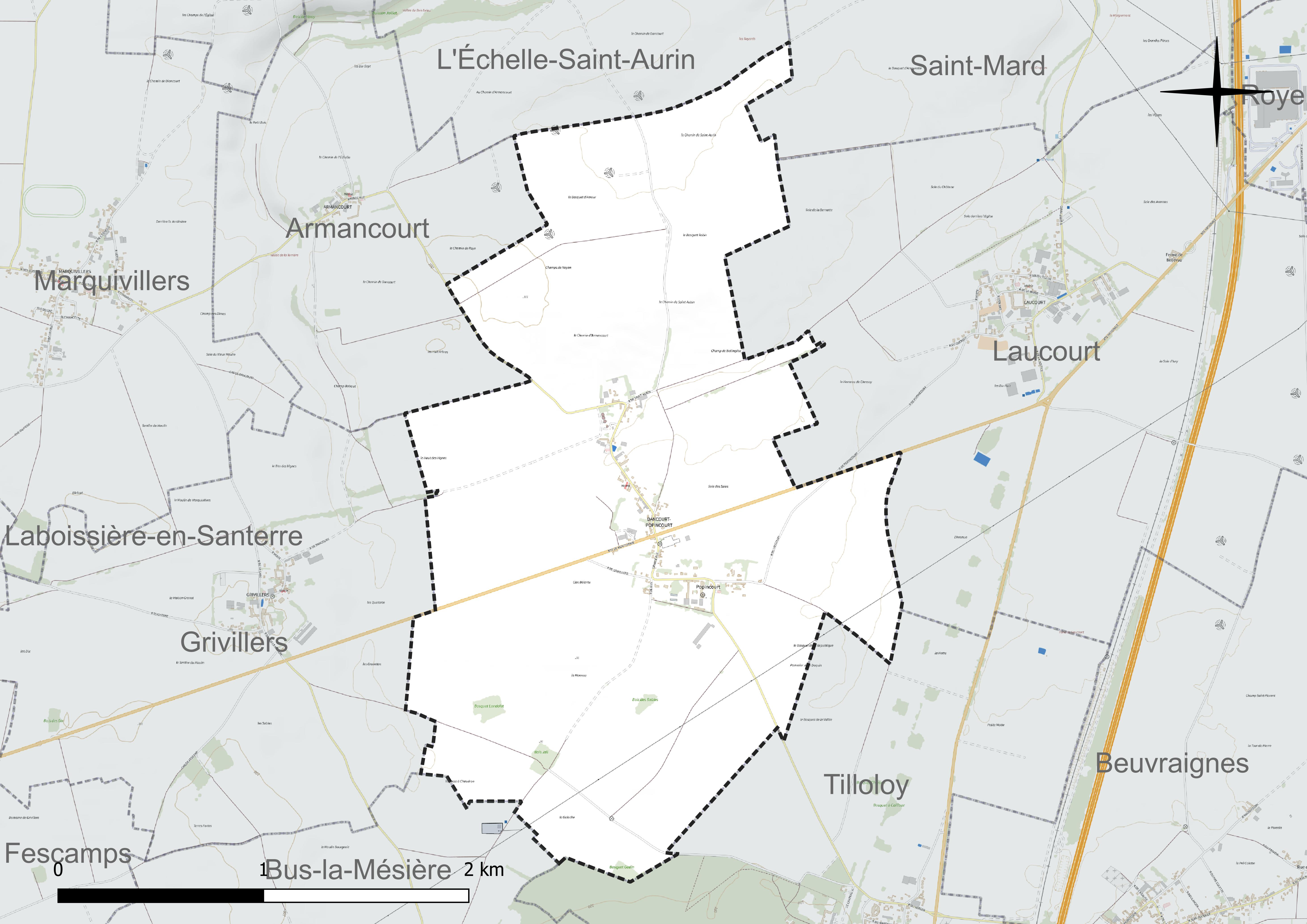
Réseau hydrographique de Dancourt-Popincourt.

### Climat
Pour des articles plus généraux, voir Climat des Hauts-de-France et Climat de la Somme.
En 2010, le climat de la commune est de type climat océanique dégradé des plaines du Centre et du Nord, selon une étude du CNRS s'appuyant sur une série de données couvrant la période 1971-2000. En 2020, Météo-France publie une typologie des climats de la France métropolitaine dans laquelle la commune est exposée à un climat océanique et est dans la région climatique Nord-est du bassin Parisien, caractérisée par un ensoleillement médiocre, une pluviométrie moyenne régulièrement répartie au cours de l'année et un hiver froid (3 °C).
Pour la période 1971-2000, la température annuelle moyenne est de 10,4 °C, avec une amplitude thermique annuelle de 14,7 °C. Le cumul annuel moyen de précipitations est de 703 mm, avec 11,4 jours de précipitations en janvier et 8,3 jours en juillet. Pour la période 1991-2020, la température moyenne annuelle observée sur la station météorologique la plus proche, située sur la commune de Rouvroy-en-Santerre à 12 km à vol d'oiseau, est de 10,8 °C et le cumul annuel moyen de précipitations est de 635,8 mm,. Pour l'avenir, les paramètres climatiques de la commune estimés pour 2050 selon différents scénarios d'émission de gaz à effet de serre sont consultables sur un site dédié publié par Météo-France en novembre 2022.

## Urbanisme

### Typologie
Au 1er janvier 2024, Dancourt-Popincourt est catégorisée commune rurale à habitat dispersé, selon la nouvelle grille communale de densité à sept niveaux définie par l'Insee en 2022.
Elle est située hors unité urbaine. Par ailleurs la commune fait partie de l'aire d'attraction de Roye, dont elle est une commune de la couronne,. Cette aire, qui regroupe 35 communes, est catégorisée dans les aires de moins de 50 000 habitants,.

### Occupation des sols
L'occupation des sols de la commune, telle qu'elle ressort de la base de données européenne d'occupation biophysique des sols Corine Land Cover (CLC), est marquée par l'importance des territoires agricoles (94,3 % en 2018), en augmentation par rapport à 1990 (92,6 %). La répartition détaillée en 2018 est la suivante : 
terres arables (94,3 %), zones urbanisées (5,5 %), forêts (0,2 %). L'évolution de l'occupation des sols de la commune et de ses infrastructures peut être observée sur les différentes représentations cartographiques du territoire : la carte de Cassini (XVIIIe siècle), la carte d'état-major (1820-1866) et les cartes ou photos aériennes de l'IGN pour la période actuelle (1950 à aujourd'hui).

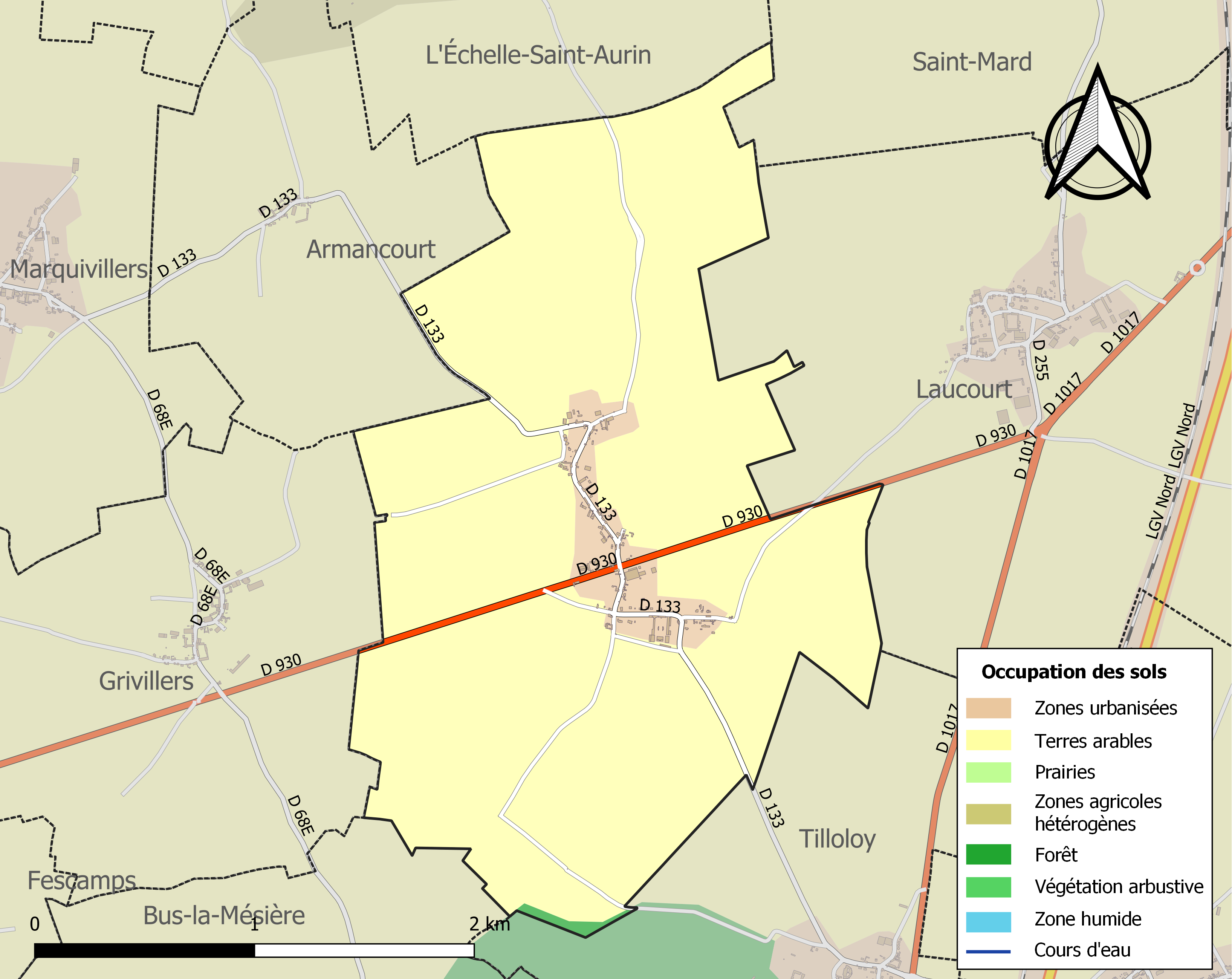
Carte des infrastructures et de l'occupation des sols de la commune en 2018 (CLC).

### Voies de communication et transports
Située à peine à 3 km au sud-ouest de Roye, la commune est desservie par la route départementale 68.
La gare de Dancourt fut fermée en 1970.
En 2019, la localité est desservie par les autocars du réseau inter-urbain Trans'80, Hauts-de-France (ligne no 44, Montdidier - Chaulnes - Péronne - Roisel).

## Toponymie
Dancourt est une ancienne commune de la Somme, aujourd'hui intégrée à Dancourt-Popincourt.

Dancourt est attesté sous les formes Doencurt en 1135 ; Dodonis curtis en 1160 ; Drecort en 1204 ; Driencuria en 1209 ; Dancourt en 1503 ; Daucourt en 1563 ; Dampcourt en 1567 ; Dancecourt en 1567 ; Denicourt en 1707.

Le Moyen Âge a vu se développer le surnom « d'Ancourt », l'homme qui était originaire des localités d'Ancourt dans la Somme ou de « Dancourt » nom de deux localités et de plusieurs hameaux en Seine-Maritime, etc.
Popincourt est une ancienne commune de la Somme, aujourd'hui intégrée à Dancourt-Popincourt.
Popincourt est attesté sous les formes Poupaincourt en 1135 ; Popincort et Popaincort en 1200 ; Popeincourt en 1224 ; Pouppaincourt en 1249 ; Poupincourt en 1301 ; Pompancourt en 1401 ; Paupincourt en 1648 ; Propincourt en 1733 ; Popincourt en 1699, 1712 et 1730 ; Popincourt-les-Roye.

## Histoire

### Préhistoire
Attestant d'une occupation très ancienne des lieux, le site d'un habitat datant de l'âge du fer (- 300 av. J.-C.) est mis au jour en 2015, lors du creusement d'une tranchée pour le passage du gaz.

### Histoire moderne
Avant la Révolution française, lPopincourt était le siège d'une seigneurie.

### Première Guerre mondiale
Les combats anéantiront le village de Dancourt : seule une petite écurie restera debout. La reconstruction ne débutera que pendant les années 1920.
Dans son livre La Main coupée, Blaise Cendrars cite plusieurs fois les environs de Dancourt où plusieurs des légionnaires de son escouade trouvent la mort.
Par arrêté du 30 octobre 1920, le ministre de la Guerre André Lefèvre confère à Dancourt, ainsi qu'à huit autres communes voisines la Croix de guerre avec palme accompagnée de la citation suivante : « Situées pendant quatre années sur la ligne de bataille, ont fait l'objet de violents bombardements qui les ont complètement détruites. Envahies en 1918, ont supporté vaillamment les exigences de l'ennemi, attendant sans défaillance l'heure de la victoire. »
En 1971, Dancourt et Popincourt fusionnent pour devenir Dancourt-Popincourt.

## Politique et administration
| Période                                  | Période                   | Identité              | Étiquette | Qualité                         |
| ---------------------------------------- | ------------------------- | --------------------- | --------- | ------------------------------- |
| Les données manquantes sont à compléter. |                           |                       |           |                                 |
| mars 2001                                | novembre 2017             | Marie-José Dreue      |           | Démissionnaire                  |
| novembre 2017                            | En cours (au 31 mai 2020) | Martine Vansteenkiste |           | Réélue pour le mandat 2020-2026 |

## Population et société

### Démographie
L'évolution du nombre d'habitants est connue à travers les recensements de la population effectués dans la commune depuis 1793. Pour les communes de moins de 10 000 habitants, une enquête de recensement portant sur toute la population est réalisée tous les cinq ans, les populations de référence des années intermédiaires étant quant à elles estimées par interpolation ou extrapolation. Pour la commune, le premier recensement exhaustif entrant dans le cadre du nouveau dispositif a été réalisé en 2006.

En 2022, la commune comptait 152 habitants, en stagnation par rapport à 2016 (Somme : −1,26 %, France hors Mayotte : +2,11 %).
| 1793 | 1800 | 1806 | 1821 | 1831 | 1836 | 1841 | 1846 | 1851 |
| ---- | ---- | ---- | ---- | ---- | ---- | ---- | ---- | ---- |
| 153  | 144  | 164  | 167  | 138  | 130  | 137  | 138  | 129  |

| 1856 | 1861 | 1866 | 1872 | 1876 | 1881 | 1886 | 1891 | 1896 |
| ---- | ---- | ---- | ---- | ---- | ---- | ---- | ---- | ---- |
| 127  | 124  | 116  | 109  | 120  | 125  | 117  | 112  | 101  |

| 1901 | 1906 | 1911 | 1921 | 1926 | 1931 | 1936 | 1946 | 1954 |
| ---- | ---- | ---- | ---- | ---- | ---- | ---- | ---- | ---- |
| 102  | 117  | 118  | 152  | 117  | 95   | 94   | 81   | 96   |

| 1962 | 1968 | 1975 | 1982 | 1990 | 1999 | 2006 | 2011 | 2016 |
| ---- | ---- | ---- | ---- | ---- | ---- | ---- | ---- | ---- |
| 119  | 119  | 151  | 127  | 136  | 128  | 144  | 142  | 152  |

| 2021 | 2022 | - | - | - | - | - | - | - |
| ---- | ---- | - | - | - | - | - | - | - |
| 153  | 152  | - | - | - | - | - | - | - |

### Enseignement
Les communes de Beuvraignes,Tilloloy, Bus-la-Mésière, Laucourt, Dancourt-Popincourt, Marquivillers et Armancourt gèrent l'enseignement primaire en  regroupement pédagogique intercommunal (RPI), au moyen d'un syndicat scolaire (SISCO). Six classes sont implantées à Beuvraignes et trois à Tilloloy, pour l'année scolaire 2017-2018.

## Culture locale et patrimoine

### Lieux et monuments
- Église Saint-Martin.
- Église Saint-Quentin de Popincourt.
- Popincourt village.

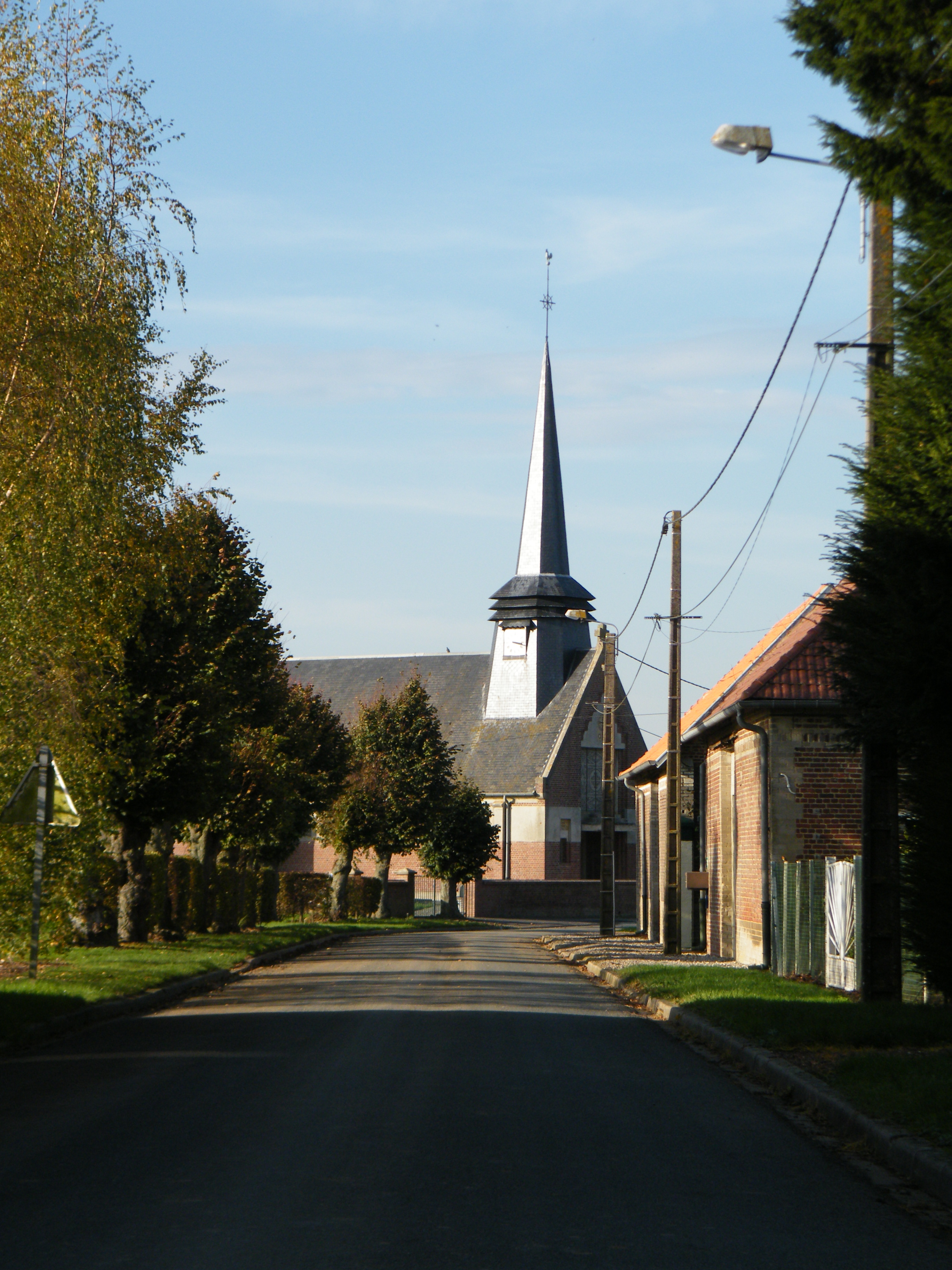
Saint-Martin, vue différemment.
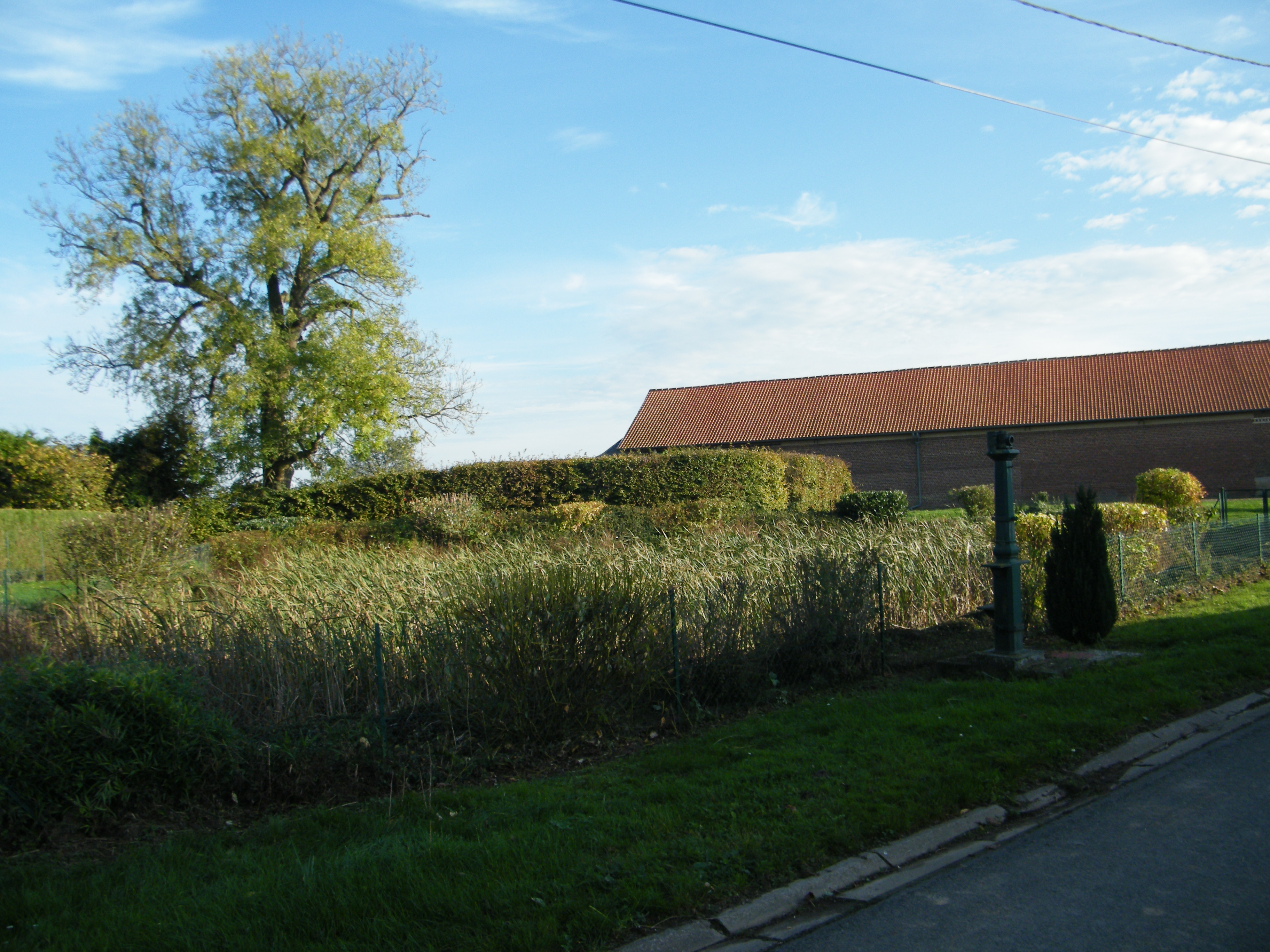
Mare et ancienne pompe communale.

### Personnalités liées à la commune

#### Seigneurs de Popincourt
- Messire Robert de Cacheleu, est seigneur de Popincourt au XVIIe siècle. Il épouse Anne de Tilleloy (Tilloloy?), dont il a au moins un fils Joseph, devenu seigneur de Nœux-les-Boffle (Nœux-les-Auxi)[22].

### Héraldique
| Blason de Dancourt-Popincourt | Blason  | Parti: au 1er d'argent à la bande de cinq fusées de gueules accolées et posées en barre et à l'épée basse d'or posée en bande brochant, au 2e de sinople à la volute de crosse d'or. |
| Blason de Dancourt-Popincourt | Détails | Création de Jean-François Binon. Adopté en 2021. |